# Blauwvleugeluil
De blauwvleugeluil (Peridroma saucia) is een nachtvlinder uit de familie van de Noctuidae, de uilen. De vlinder heeft een voorvleugellengte van 19 tot 23 millimeter. De vlinder dankt zijn naam aan de achtervleugel die een parelmoerachtige blauwige glans heeft. De voorvleugels zijn nogal variabel. De soort komt voor in Zuid- en Midden-Europa en overwintert als rups.

## Waardplanten
De blauwvleugeluil heeft allerlei grassen en kruidachtige planten als waardplanten.

## Voorkomen in Nederland en België
De blauwvleugeluil is in Nederland en België een zeldzame soort, die als trekvlinder in ons gebied verschijnt. De soort wordt vooral gevonden in de periode augustus-oktober, maar de gehele vliegtijd loopt van mei tot halverwege november in twee of drie generaties. In Noordwest-Europa kan de soort normaal gezien niet overwinteren.